# Colombier (Neuchâtel)
Colombier es una localidad y antigua comuna suiza del cantón de Neuchâtel, situada en el distrito de Boudry a orillas del lago de Neuchâtel. Desde el 1 de enero de 2013 hace parte de la comuna de Milvignes.

## Historia
La primera mención escrita de Colombier data de 1228 bajo el nombre de Columbier. La comuna mantuvo su autonomía hasta el 31 de diciembre de 2012. El 1 de enero de 2013 pasó a ser una localidad de la nueva comuna de Milvignes, tras la fusión de las antiguas comunas de Auvernier, Bôle y Colombier.

## Geografía
La antigua comuna limitaba al norte con la comuna de Corcelles-Cormondrèche, al este con Auvernier, al sur con Boudry, al oeste con Bôle, y al noroeste con Rochefort.

## Transportes
Ferrocarril
Cuenta con una estación ferroviaria en la que efectúan parada trenes regionales.

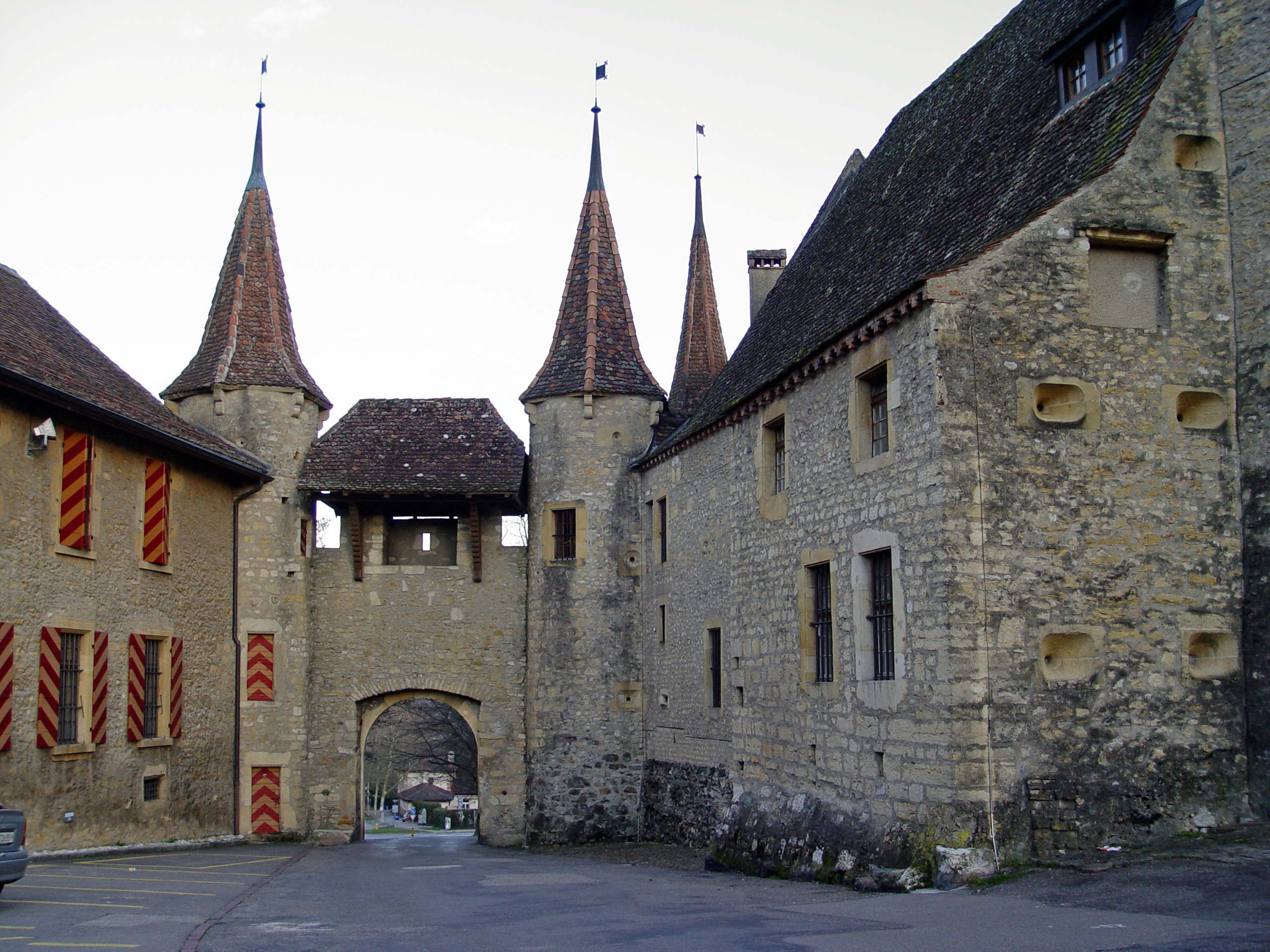
Castillo de Colombier.